# Beyond Software
Beyond Software — британская компания, существовавшая в 1980-е годы и занимавшаяся изданием компьютерных игр.
Beyond Software была создана в 1983 году корпорацией EMAP. Она издавала игры для платформ Commodore 64, Dragon 32, ZX Spectrum и Amstrad CPC. Успех пришёл к ней благодаря военной стратегии/адвенчуре The Lords of Midnight, разработанной Майком Синглтоном. В 1985 году Beyond была куплена Telecomsoft, подразделением British Telecom. Компания продолжала функционировать под своим названием, однако вскоре после этого основная часть сотрудников покинула её. К 1987 году Beyond Software фактически прекратила существование.
С Beyond были связаны две другие компании, издававшие компьютерные игры — Monolith и Nexus.

## Игры
Ниже приведён неполный список игр, изданных Beyond Software.
- Space Station Zebra (1983)
- Psytron (1984)
- Spellbound (1984)
- The Lords of Midnight (1984)
- Doomdark’s Revenge (1985)
- Psi Warrior (1985)
- Shadowfire (1985)
- Spy vs Spy (1985)
- Superman: The Game (1985)